# Kuća i zbirka Petra Radmana
Kuća i zbirka Petra Radmana u gradiću Omišu, zaštićeno kulturno dobro.

## Opis dobra
Malu prizemnu mlinicu i kuću Kačić obitelj Radman preuzima u 19. st., te je pretvara u ladanjsko - gospodarski sklop. Južni dio građevine zadržava gospodarski, a sjeverni dio stambeni karakter. Okolni prostor arikuliran je kao perivoj, u tu svrhu čak je i korito rijeke Cetine prošireno planskim nasipanjem. U perivoju ( u kojem su bili bazen, ribnjak i golubarnik) bili su izloženi antički i srednjovjekovni kameni ulomci. Osim kamene plastike obitelj Radman prikupljala je i djela likovne umjetnosti domaćih i stranih majstora, uporabne predmete, namještaj i oružje.

## Zaštita
Pod oznakom RST-0062 zavedena je kao nepokretno kulturno dobro - pojedinačno, pravna statusa zaštićena kulturnog dobra, klasificirano kao "javne građevine".